# شپرتن
شپرتن (به فرانسوی: Schopperten) یک کمون در فرانسه با جمعیت ۳۹۷ نفر است که در Canton of Sarre-Union واقع شده‌است.